# Eina, Norge
Eina är en tätort i Vestre Totens kommun, Innlandet fylke, Norge. Orten utgjorde tidigare centralort i dåvarande Eina kommun i Oppland fylke.